# Twelve Days of Terror
 (septembre 2022).
Twelve Days of Terror: A Definitive Investigation of the 1916 New Jersey Shark Attacks est un livre non fictionnel de Richard G. Fernicola sur les attaques de requins de 1916 sur la côte de Jersey. Le livre a été publié en 2001 par Lyons Press.

## Vue d'ensemble
Fernicola propose une enquête approfondie sur les attaques de requins de 1916 ainsi que sur les attaques contemporaines. Il a interrogé des personnes liées aux victimes des attaques et examine les arguments et les conclusions des scientifiques contemporains et modernes pour déterminer l'espèce de requin impliquée dans les attaques.

## Film
Le livre a fait l'objet d'un épisode de la série documentaire In Search of... de History Channel intitulé Shark Attack 1916 (2001) et du docudrama 12 Days of Terror de Discovery Channel en 2004.